# Мохаммади, Мохаммад
Мохаммад Мохаммади (перс. محمد محمدی بریمانلو‎; род. 24 января 1991) — иранский дзюдоист, призёр чемпионата мира 2018 года в весовой категории до 73 кг. Призёр азиатских игр 2018 года.

## Биография
Он занял пятое место на чемпионате Азии в весовой категории до 73 кг в 2017 году, в Гонконге.
На летних азиатских играх 2018 года  в августе в Джакарте стал бронзовым призёром.
На чемпионате мира 2018 года в Баку, в весовой категории до 73 кг, завоевал бронзовую медаль — первую на мировых чемпионатах.
После этого заявил, что бросает дзюдо, т.к. Иран приказывает иранским спортсменам проигрывать матчи, чтобы не соревноваться с израильскими спортсменами если те будут их следующими соперниками.